# Władysław Bortnowski

General Bortnowski

Władysław Bortnowski (* 12. November 1891 in Radom, heute Polen; † 21. November 1966 in Glen Cove, Vereinigte Staaten) war ein polnischer Divisionsgeneral im Zweiten Weltkrieg. 1939 war er Oberbefehlshaber der Armee „Pommern“.

## Leben
Bortnowski absolvierte die Realschule in Schitomir und studierte anschließend ein Jahr Medizin an der Moskauer Universität. Anschließend wechselte er an die Jagiellonen-Universität nach Krakau. Nach Ausbruch des Ersten Weltkrieges unterbrach er sein Studium und diente ab August 1914 bei den im k.u.k. Heeresdienst stehenden polnischen Legionen in Galizien. Er befehligte zunächst einen Zug im 1. Infanterieregiment, dann eine Kompanie im 5. Infanterie-Regiment und wurde dann Adjutant im Stab des 7. Infanterie-Regiments der 1. Brigade. Er wurde am 25. Dezember 1914 im Gefecht von Łowczówek verwundet. Nach der Eidkrise im Jahr 1917 wurde er im Lager Beniaminów interniert, wo er von Juli 1917 bis April 1918 festgehalten wurde. Am 31. Oktober 1918 trat er der neu gegründeten polnischen Armee bei. Er wurde Kommandeur einer Kompanie, dann eines Bataillons im 5. Infanterie-Regiment. Im November 1918 nahm er an der Hilfsaktion für Przemyśl und dann für Lemberg teil, die gegen nationale Ukrainer geführt wurde.
Während des Sowjetisch-Polnischen Krieges bekleidete er ab 10. Oktober 1919 folgende Positionen: Operationsoffizier der 1. Infanterie-Division, Chef der 3. Infanterie-Division der 3. Armee und ab Oktober 1920 Stabschef der 3. Armee. Am 1. November 1920 begann er ein Studium an der Militärschule in Paris. Nach seiner Rückkehr nach Polen im September 1922 wurde er Erster Generalstabsoffizier der I. Heeresinspektion in Vilnius. Im Oktober 1925 übernahm er das Kommando über das Infanterie-Regiment 37 in Kutno.
Im Februar 1928 wurde er zum Kommandeur der 26. Infanterie-Division in Skierniewice und im Juni 1930 in der gleichen Position bei der 14. Infanterie-Division in Posen. Im Oktober 1930 wurde er leitender Offizier der Militärinspektion in Thorn. Am 1. November 1931 wurde er Kommandeur der 3. Infanterie-Division in Zamość. Am 10. Dezember 1931 beförderte ihn der Präsident der Republik, Ignacy Mościcki zum Brigadegeneral. Am 12. Oktober 1935 übernahm er die Position des Generalinspektors bei der Generalinspektion der Streitkräfte im Bezirk Thorn. Im Herbst 1938 wurde er für 3 Monate Kommandeur der unabhängigen operativen Gruppe „Śląsk“, die versuchte Zaolzie mit Polen zu vereinigen. Letztere Aktion brachte ihm so große Popularität, dass er nach den für 1940 geplanten Präsidentschaftswahlen sogar Marschall Śmigły als Oberbefehlshaber ablösen sollte. Am 19. März 1939 wurde er zum Generalmajor und Inspektor der Truppen in Thorn befördert. Am 23. März 1939 übernahm er das Kommando der „Armia Pomorze“.  Zu Beginn des Überfalls auf Polen waren der Armee „Pommern“ die 4., 9., 15., 16., 27. Infanterie- und ab 5. September die 26. Infanterie-Division zugeteilt. Seine Truppen kämpften bei Bory Tucholskie bei Bydgoszcz und Nakło. Am 9. September unterstellte er sich mit den Resten seiner Truppen dem Befehlshaber der „Armia Poznań“, General Tadeusz Kutrzeba, und nahm dann an der Schlacht an der Bzura teil, wo er sich bei Łowicz und Sochaczew gegen die deutschen Truppen verteidigte. Am 14. September entschloss er sich, seine Truppen auf das nördliche Ufer der Bzura zurückzuziehen, was zu einem allgemeinen Rückzug in Richtung auf Warschau führte.
Er geriet am 21. September in deutsche Gefangenschaft und wurde auf dem Königstein, in Johannisbrunn und in Murnau festgehalten. Nach seiner Befreiung durch die US-Armee im April 1945 wanderte er zunächst nach Großbritannien (Mabledon) und 1954 in die USA aus. 1947 war er einer der Mitbegründer des Józef Piłsudski-Instituts in London. Nach seiner Ankunft in den Vereinigten Staaten blieb er noch in der polnischen Unabhängigkeitsbewegung Bratnia Pomoc aktiv. Sein Hauptinteresse galt jedoch der Tätigkeit am Józef-Piłsudski-Institut. Ab dem 30. November 1954 wurde er Mitglied des Institutsrates und ab dem 19. Juni 1955 deren Vizepräsident.
Bortnowski starb am 21. November 1966 in Glen Cove. Er wurde am 26. November 1966 auf dem Friedhof von Doylestown (Pennsylvania) beerdigt.